# 高地和群岛

图中深红色部分为高地和群岛

高地和群岛（英語：Highlands and Islands）是苏格兰的一个地理和文化分区，通常指苏格兰高地、奥克尼、设得兰以及外赫布里底群岛。